# Cichorium
Cichorium (род цикорија) је род из фамилије главочика (Asteraceae). Обухвата неколико врста, међу којима и економски важне биљке: цикорију и ендивију.
У неким изворима име рода Cichorium изводи се из грчке речи kichora, kichoria, kichorion или kichoreia, што је настало од речи kio=ићи и chorion=пољана, а односи се на место где се врсте овога рода могу срести.